# أحبني كما تفعل (أغنية)
"أحبني كما تفعل" (Love Me like You Do) هي أغنية للمغنية الإنجليزية إيلي غولدنغ صممت كموسيقى تصويرية لفيلم خمسين ظل من جراي عام (2015). ألفت الأغنية من قبل المؤلفين سافان كوتيشا، إيلا سلمان والمغنين توف لو، ماكس مارتن وعلي بايامي الأخيرين قاما أيضا بالإنتاج. تم اختيار المغنية إيلي غولدنغ لغناء الأغنية التي تم إصدارها في 7 يناير 2015 باعتبارها الأغنية الثانية للموسيقى التصويرية الأساسية. تم تضمين الأغنية أيضًا في ألبوم إيلي غولدنغ الثالث Delirium لعام 2015.
حققت الأغنية نجاحًا عالميًا، ليتصبح أنجح أغنية للمغنية إيلي غولدنغ بالإضافة إلى تصنيفها في المركز الأول في العديد من البلدان، حيث تصدرت قائمة التصنيف في أكثر من 25 دولة بما فيها أستراليا والنمسا وبلغاريا وجمهورية التشيك والدنمارك. وفنلندا وألمانيا واليونان والمجر وأيرلندا وإيطاليا ولوكسمبورغ والنرويج وبولندا والبرتغال وسلوفاكيا وسلوفينيا وإسبانيا والسويد وسويسرا. والمملكة المتحدة، حيث أمضت الأغنية أربعة أسابيع في صدارة الترتيب على قائمة تصنيف المملكة المتحدة للأغاني المنفردة، مع محافظتها على إنجاز الأغنية الأكثر بثا خلال أسبوع واحد في المملكة في ذلك الوقت.
بلغت الأغنية ذروتها باحتلالها للمرتبة الثالثة على قائمة بيلبورد هوت 100 في الولايات المتحدة، كما احتلت المرتبة الأولى في قائمة تصنيف أفضل 40 أغنية للكبار وكذا المرتبة الثانية في قائمة Mainstream Top 40.